# Ludwig Heiner
Ludwig Valentin Heiner (* 31. Oktober 1883 in Kirm; † 19. Mai 1948 in Wien) war ein österreichischer Konditor und Inhaber des Unternehmens L. Heiner.

## Biografie
Sein Vater war Valentin Heiner, der 1883 von seinem Schwiegervater Andreas Rabel die Bäckerei in der Wiener Wollzeile übernahm. Valentin Heiner war königlich bayerischer Hoflieferant, seine Erzeugnisse wurden bei Kochausstellungen 1884, 1897 und 1898 prämiert.
Er ging bei seinem Vater in die Lehre, welche er am 6. August 1901 erfolgreich abschloss. Heiner ging daraufhin auf die Walz und wanderte bis nach Karlsbad und Dresden. In Karlsbad lernte er die „Carlsbader Biskuits“ kennen, die als besonders energiereich galten. In Dresden erlernte er das Rezept für Christstollen und nahm es mit nach Wien zurück. Nach seinem Vater übernahm er die Leitung der Konditorei.
Er wurde in der Branche erfolgreich und zählte nicht nur das gehobene Bürgertum und die Aristokratie zu seinen Kunden, sondern belieferte auch Kaffeehäuser und Restaurants und ließ die Räumlichkeiten des Etablissements neu gestalten.
Heiner reichte 1914 ein Gesuch um den k.u.k. Hoflieferantentitel ein. In seinem Gesuch gab er an, dass er zu dieser Zeit acht Bäcker- und zwei Konditorengehilfen, einen Lehrling, drei Ladenfräuleins und drei Hausdiener beschäftigte. Weiter gab er an, dass die Spezialitäten seines Hauses Münchner Brezeln, Dresdner Stollen und Karlsbader Zwieback waren. Im Januar 1915 wurde ihm schließlich der Titel verliehen.
Die Nachinhaberin wurde seine Frau Berta Heiner, die zusammen mit ihrem Sohn Walther Stuller (geboren 1925 in Wien) die Konditorei weiterführte.